# 諫早ラジオ中継局
諫早ラジオ中継局（いさはやラジオちゅうけいきょく）は、長崎県諫早市に置かれているAMラジオ中継局。

## 送信施設概要
| 放送局名             | 周波数  | 空中線電力 | 放送対象地域 | 放送区域内世帯数 | 備考                                      |
| NHK長崎ラジオ第1放送 | 927kHz  | 100W       | 長崎県       | -世帯            | 無し                                      |
| NBC長崎放送          | 1233kHz | 100W       | 長崎県       | -世帯            | 開局から1996年10月28日まで1449kHzで送信。 |

- 正式な中継局名は、NHKで「諫早ラジオ中継放送所」、NBCで「諫早ラジオ放送所」である。

## 開局年月日
- NBC…1980年（昭和55年）12月13日
- NHK…1997年（平成9年）  3月
  - ただし、NHKラジオ第二放送の送信設備はなし[注釈 1]。

## 住所
- 諫早市宇都町240番地（上山公園内）